# Blanzy-la-Salonnaise
Blanzy-la-Salonnaise ist eine französische Gemeinde mit 397 Einwohnern (Stand 1. Januar 2022) im Département Ardennes in der Region Grand Est (vor 2016 Champagne-Ardenne). Sie gehört zum Arrondissement Rethel, zum Kanton Château-Porcien und zum Gemeindeverband Pays Rethélois.

## Geografie
Die Aisne bildet die nördliche Gemeindegrenze. Im nordwestlichen Gemeindegebiet verläuft der Ardennenkanal. Umgeben wird Blanzy-la-Salonnaise von den Nachbargemeinden Balham und Gomont im Nordwesten, Herpy-l’Arlésienne und dem Kantonshauptort Château-Porcien im Nordosten, Avançon im Osten, Saint-Loup-en-Champagne im Süden sowie Aire im Südwesten.

## Bevölkerungsentwicklung
| Jahr                       | 1962 | 1968 | 1975 | 1982 | 1990 | 1999 | 2009 | 2018 |
| Einwohner                  | 338  | 316  | 302  | 291  | 293  | 282  | 334  | 356  |
| Quellen: Cassini und INSEE |      |      |      |      |      |      |      |      |

## Sehenswürdigkeiten

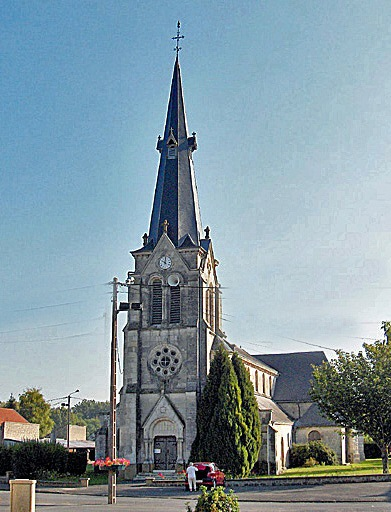
Kirche Saint-Pierre-aux-Liens

- Kirche Sankt Peter in Ketten (Saint-Pierre-aux-Liens)